# ماركيل ستاركس
ماركيل ستاركس (بالإنجليزية: Markel Starks)‏ مواليد 21 فبراير 1991 في ماريلاند، هو لاعب كرة سلة محترف أمريكي بدأ مسيرته الاحترافية في سنة 2014 يلعب في ليغا باسكيت الدرجة الأولى كلاعب هجوم خلفي. يبلغ طوله 6 قدم 2 بوصة (1.9 م).

## روابط خارجية
- ماركيل ستاركس على موقع كرة السلة الأوروبية.كوم (الإنجليزية)
- ماركيل ستاركس على موقع كلية كرة السلة في سبورتس رفرنس.كوم (الإنجليزية)
- ماركيل ستاركس على موقع ريلجم (الإنجليزية)
- ماركيل ستاركس على موقع بروبوليرز (الإنجليزية)
- ماركيل ستاركس على موقع سبورتس رفرنس (الإنجليزية)